# San Benedetto Tennis Cup 2015
La San Benedetto Tennis Cup 2015 è stata un torneo di tennis facente parte della categoria ATP Challenger Tour nell'ambito dell'ATP Challenger Tour 2015. È stata l'11ª edizione del torneo che si è giocato a San Benedetto del Tronto in Italia dall'11 al 19 luglio 2015 su campi in terra rossa e aveva un montepremi di 64 000 €+H.

## Partecipanti singolare

### Teste di serie
| Nazionalità          | Giocatore            | Ranking* | Testa di serie |
| -------------------- | -------------------- | -------- | -------------- |
| Spagna               | Daniel Gimeno Traver | 63       | 1              |
| Spagna               | Albert Ramos Viñolas | 65       | 2              |
| Francia              | Benoît Paire         | 68       | 3              |
| Bosnia ed Erzegovina | Damir Džumhur        | 88       | 4              |
| Italia               | Paolo Lorenzi        | 89       | 5              |
| Slovenia             | Blaž Rola            | 93       | 6              |
| Italia               | Luca Vanni           | 113      | 7              |
| Slovacchia           | Máximo González      | 115      | 8              |

- Ranking al 29 giugno 2015.

### Altri partecipanti
Giocatori che hanno ricevuto una wild card:
- Edoardo Eremin
- Alessandro Giannessi
- Daniel Gimeno Traver
- Stefano Napolitano

Giocatori che sono passati dalle qualificazioni:
- Toni Androić
- Salvatore Caruso
- Lorenzo Giustino
- Michael Linzer

Giocatori che hanno ricevuto un entry come alternate:
- Federico Gaio

## Partecipanti doppio

### Teste di serie
| Nazionalità | Giocatore       | Nazionalità | Giocatore                 | Ranking* | Testa di serie |
| ----------- | --------------- | ----------- | ------------------------- | -------- | -------------- |
| Messico     | César Ramírez   | Messico     | Miguel Ángel Reyes Varela | 260      | 1              |
| Croazia     | Dino Marcan     | Croazia     | Antonio Šančić            | 299      | 2              |
| Italia      | Flavio Cipolla  | Italia      | Alessandro Motti          | 304      | 3              |
| Stati Uniti | James Cerretani | Romania     | Costin Pavăl              | 310      | 4              |

- Ranking al 29 giugno 2015.

### Altri partecipanti
Coppie che hanno ricevuto una wild card:
- Salvatore Caruso /  Gianluca Naso
- Edoardo Eremin /  Stefano Napolitano
- Collin Altamirano /  Thai-Son Kwiatkowski

## Vincitori

### Singolare
Albert Ramos Viñolas ha battuto in finale  Alessandro Giannessi con il punteggio di 6–2, 6–4

### Doppio
Dino Marcan /  Antonio Šančić hanno battuto in finale  César Ramírez /  Miguel Ángel Reyes Varela con il punteggio di 6–3, 6(10)–7, [12–10]